# فرودگاه نیروی هوایی سلطنتی روفورث
فرودگاه نیروی هوایی سلطنتی روفورث (به انگلیسی: RAF Rufforth) یک فرودگاه نظامی است . این فرودگاه در کشور انگلستان قرار دارد و در ارتفاع ۱۶ متری از سطح دریا واقع شده است.